# Ridalepa
Ridalepa – wieś w Estonii, w prowincji Parnawa, w gminie Audru.